# Историјски архив Суботица
Историјски архив Суботица је институција културе која евидентира, преузима, чува, штити, сређује, обрађује, објављује и даје на коришћење архивску грађу. Покрива територију Града Суботица и општинâ Бачка Топола и Мали Иђош. Од времена када је почео да делује као архивско подручје, архив је прерастао у Установу која данас располаже са 484 фонда и збирке у дужини од 6.547 метара архивске грађе. Током минулог времена институција се развијала и напредовала. Паралелно са повећавањем смештајног и радног простора нарастала је и стручна оспособљеност запослених архивиста. Адреса архива је Суботица, Трг Слободе 1/III.

## Преглед промена назива архива
- Градска државна архива у Суботици (од 1952),
- Историјски архив Суботица (од 1964)
- Историјски архив Суботица п.о. – мађ. Történelmi levéltár Subotica t.f. (од 1975.)
- Историјски архив Суботица – мађ. Történelmi Levéltár Subotica (од 1992.)
- Историјски архив Суботица – хрв.  – мађ. Történelmi levéltár Szabadka (од 2002.)
- Историјски архив Суботица – мађ.  – хрв. Povijesni arhiv Subotica (од 2012.)

## Оснивање архива
Континуитет чувања архивалија у Суботици је дуг. Од 1751. године постоји просторија – архив, која је била намењена за чување преписке настале радом градске управе. Наиме, те године је изграђена прва Градска кућа која је имала свега четири просторије, а једна од њих је била архива. Захваљујући тој чињеници остварени су услови за чување докумената који су настајали деловањем градске управе Суботице почевши од 1743. године, када град стиче муниципалну самосталност и добија цивилну грађанску самоуправу. Од тога периода, сачувани су трагови вођења администрације, као последица деловања градске управе. Они се настављају у континуитету у потоњим историјским периодима, Хабзбуршке монархије, Аустроугарске монархије, Краљевине Срба, Хрвата и Словенаца, Краљевине Југославије, све до седамдесетих година 20. века. Ова архивска грађа одражава економски, политички и културни живот људи на овом поднебљу.
Након прве, у Суботици су касније, изграђене још две Градске куће (1828. и 1910. године), а седиште Архива се није измештало из ње до данашњих дана.
О организованом виду заштите архивских докумената и настанку архивске службе у Суботици, може се говорити тек од времена након завршетка Другог светског рата.
Увидевши значај писаних докумената, органи власти након завршетка Другог светског рата доносе прве прописе и упутства како би се спречило уништавање докумената. Појединачни прописи и упутства о заштити докумената ће прерасти у организовани вид заштите образовањем Архивског подручја за град Суботицу и Бачкотополски срез, на основу одлуке одељења за просвету ГИО НС АПВ бр. 16800 од 1946. године. Одлуком је формирано девет архивских подручја у Војводини: Новосадско, Сомборско, Суботичко (које чини град Суботица и Срезови Суботица и Бачка Топола), Сенћанско, Великокикиндско, Зрењанинско, Вршачко, Панчевачко и Сремскомитровачко. Истом одлуком је назначено да свако архивско средиште мора имати архивског руководиоца.
Почетком 1949. године Архивско подручје прерасло је у Архивско средиште. У документу од 16. фебруара 1949. године који је упућен од стране Градског народног одбора – Извршног одбора архивару архивског подручја, наглашено је да се архивска средишта не могу третирати као установе, све до доношења одлуке од стране Министарства просвете.
На основу Решења Извршног одбора Градског народног одбора бр. 2173/1952. године, донетог на основу Решења Министарства просвете НР Србије бр. 32355. оснива се самостална установа под називом Градска државна архива у Суботици.
Установа добија назив Историјски архив Суботица 1964. године на основу Решења Скупштине среза Суботице бр. 05-7101/1964. године. Права и дужности оснивача у овом периоду је вршио Народни одбор среза, односно Скупштина среза Суботице.
Важни датуми:
- 1946. године је формирано Архивско подручје за град Суботицу и Срез Бачку Тополу;
- 16. јула 1947. именован и постављен руководилац Архивског подручја;
- почетком 1949. Архивско подручје прераста у Архивско средиште;
- 1952. године оснива се самостална установа – Градска државна архива;
- 1964. године установа добија назив Историјски архив Суботица.

## Оснивачки акт
Решење Извршног одбора Градског народног одбора Суботица бр. 2173/1952 донет на основу решења Министарства просвете НР Србије бр. 32355.

## Историјат фондова и збирки
Најважнији фондови приликом оснивања: Архивска грађа Магистрата 1743-1918, градских комесара, правозаступника, властелинских судова за град Суботицу, Бајмок, Александрово, Школског надзорништва.
Сачувану грађу у континуитету а која се односи на градску управу можемо пратити од 1743. године. Те године је по укидању Потиске и поморишке Војне крајине, Војни шанац Суботица привилегијом царице Марије Терезије проглашен привилегованом коморском варошицом по имену Сент Марија. Из времена слободног краљевског града Суботице (1779-1849) сачуван је фонд Магистрат слободног краљевског града Суботице. Континуитет рада градске управе се наставља кроз архивски фонд Градског начелства за период од 1850—1860. године Потом следи фонд Градско веће Суботице 1861—1918. година.
Касније примљени фондови и збирке од већег значаја: Градско поглаварство града Суботице 1919-1941, Градски народни одбор 1945-1954, Судски фондови, Сирочадски сто града Суботице, Збирка матичних књига основних школа, грађа разних разних удружења, друштава итд.
Укупна количина грађе у архиву: Крајем 2011. године је износила 6547 дужних метара архивске грађе. Крајем 2011. године Архив располаже са 484 архивска фонда и збирке, од којих је 392 сређен и 92 несређена. У депоима се укупно налази 6547 дужних метара архивске грађе. Установа врши надзор над 851 регистратуре које се простиру на територији Суботице, Бачке Тополе и Малог Иђоша.

## Хронолошки распон грађе
Најстарији оригинални документ који се чува у Архиву је племићка диплома Јаноша Сенција из 1658. године. Десетак докумената је сачувано из периода Потиске војне крајине, коме је суботички шанац формацијски припадао. После битке код Сенте 1697. године, Суботица је ослобођена од турске власти и припојена Војној граници.
Документи који се налазе у склопу фондова и збирки обухватају временско раздобље од средине 17. века до данашњих дана, а сведоче о животу у Суботици и околини, као и шире. У архиву се чувају веће групе архивалија: исправе (повеље и дипломе), рукописне књиге (протоколи регистри и друге књиге), списи са својим помоћним књигама, рукописне оставштине значајних породица и личности, карте, мапе, планови, штампани материјал, фотографије, аудио-визуелна грађа, те магнетне записи (дискете и слично). Архивска грађа је претежно писана на српском, мађарском, немачком, латинском и хрватском језику. Подељена је по настанку у фондове и збирке: органи власти и органи управе, правосудни органи, просвета, наука и култура, привреда, војска, друштвено-политичке организације, породични и лични фондови и збирке.
На основу критеријума за категоризацију архивске грађе, архивски фондови су груписани на фондове од изузетног, великог и општег значаја. У фондове од изузетног значаја спада 21 фонд: Ф.261 Магистрат повлашћене краљевско-коморске вароши Сент Марија (1743-1779), Ф.272 Магистрат слободног краљевског града – Суботица (1779-1849), Ф.71 Среска комисија за ратну штету- Суботица (1945-1946), Ф.385 Комисија за ратну штету среза и града – Суботица (1946-1947), Ф.69 Градска комисија за ратну штету – Суботица (1945-1946), Ф.283 Општинска градска управа – Суботица (1965- ?), Ф.377 Уред за катастар – Суботица (1945-1965), Ф.166 Команда места – Суботица (1944-1945), Ф.284 Војна станица Пачир (1944-1945), Ф.384 Војна станица-Стара Моравица (1944-1945), Ф.23 Краљевски судбени сто – Суботица (1871-1918), Ф.20 Судбени сто – Суботица (1861-1871), Ф.45 Окружни суд – Суботица (1919-1941), Ф.86 Окружни суд – Суботица (1945-?), Ф.419 Окружни привредни суд-Суботица (1945-?), Ф.60 Градско начелство слободног краљевског града – Суботица (1941-1944), Ф.1 Војнићи од Бајше – Суботица (1644-1946), Ф.179 Збирка Ивањи Иштвана (1724-1783), Ф.271 Тајни архив града Суботице (1743-1904), Ф.275 Збирка пројеката (1845-1989), Ф.216 Збирка Јелисавете Лифке (1882-1981).

## Списак директора Архива
- Блашко Војнић (руководилац Градске библиотеке задужен за организовање архивске службе 1947)
- Михаљ Прокеш (1947) - Иван Рудић (1949-1951)
- Емил Војновић (1951-1973)
- Андрија Хоровиц (1973-1974)
- Јожеф Палинкаш (1974-1975)
- Андрија Хоровиц (1976)
- Смиља Пријић в.д. (1976-1977)
- Милан Дубајић (1977-1993)
- Зоран Вељановић (1993-2001)
- Стеван Мачковић (2001- )

## Списак истакнутих архивиста
- др Емил Војновић
- Гашпар Улмер
- мр Јанош Добош
- Ласло Мађар